# Legenda św. Stanisława

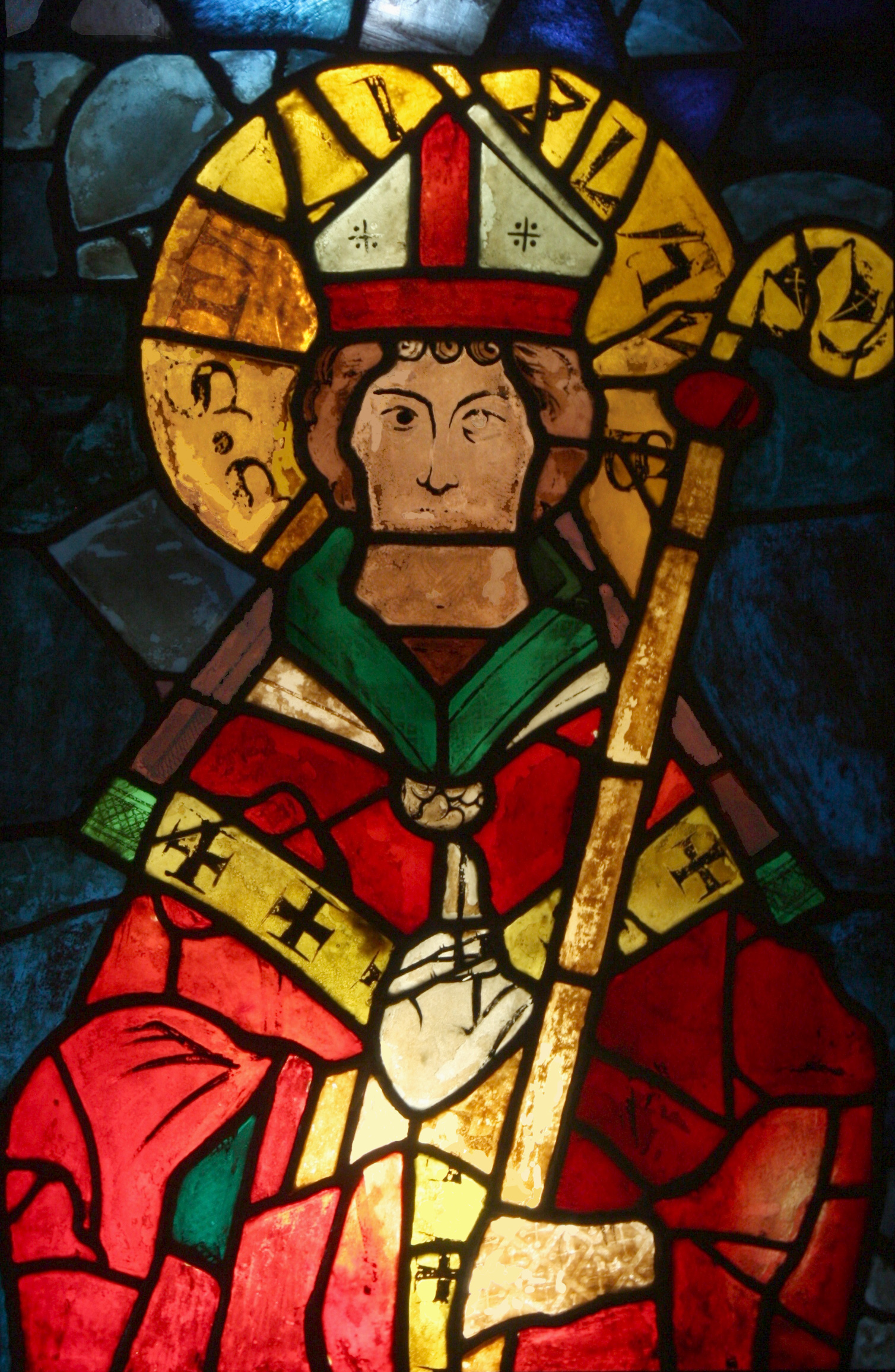
Św. Stanisław na średniowiecznym witrażu

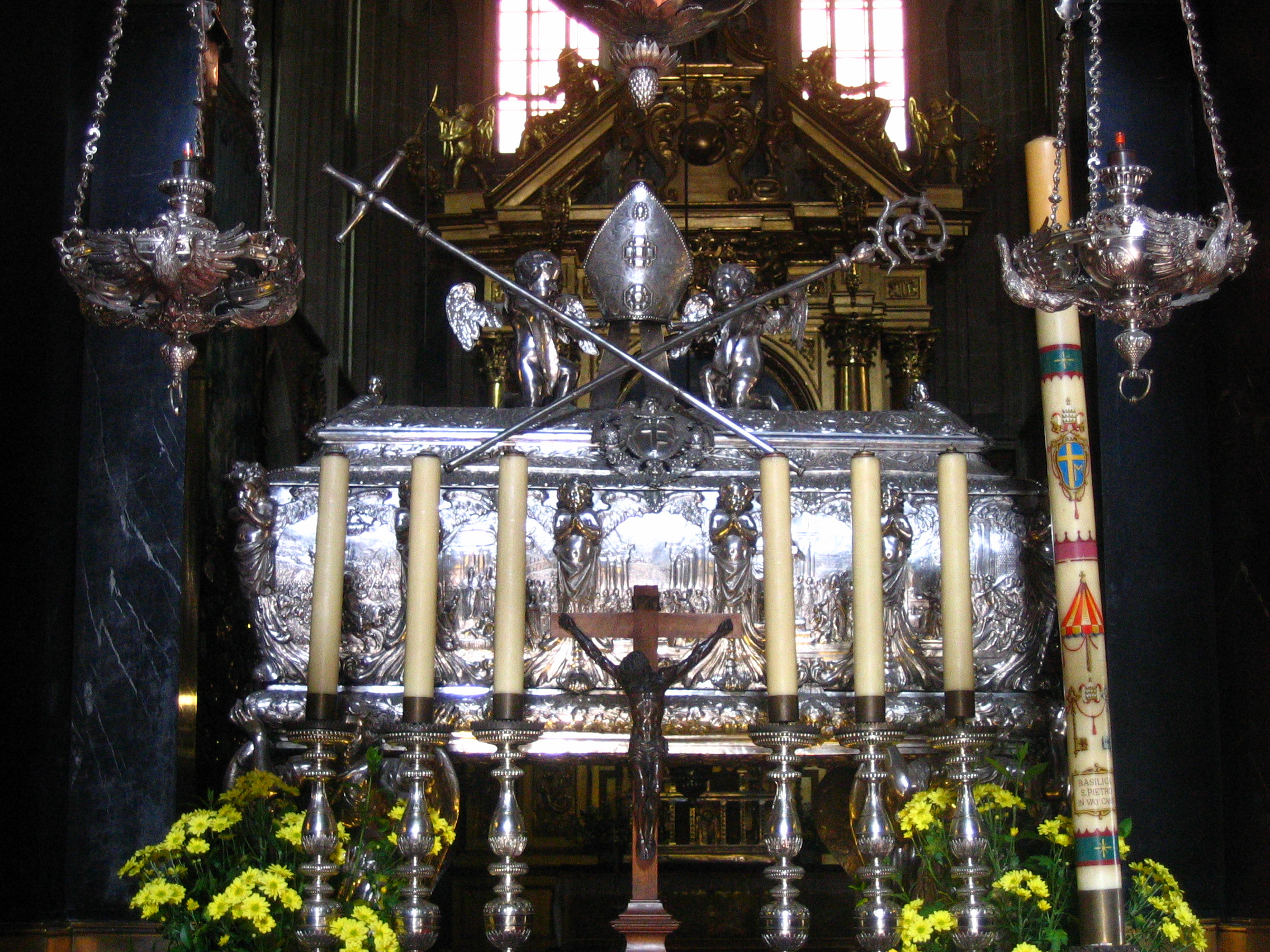
Trumna-relikwiarz ze szczątkami świętego w katedrze wawelskiej

Legenda św. Stanisława (łac. Legenda s. Stanislai, Vita minor) – średniowieczny łaciński utwór hagiograficzny przedstawiający życie św. Stanisława, autorstwa Wincentego z Kielczy, napisany prawdopodobnie w roku 1253 lub 1254.

## Okoliczności powstania
Postać św. Stanisława była głównym motywem twórczości Wincentego z Kielczy. Biskup krakowski Stanisław zginął w 1079 w wyniku konfliktu z królem Bolesławem Śmiałym. Pierwsza relacja o tym zdarzeniu pojawiła się Kronice polskiej Galla Anonima. Przekaz ten był dość powściągliwy i obarczał winą obie strony konfliktu. Późniejsza Kronika autorstwa Wincentego Kadłubka przesuwała winę w stronę króla i do tej tradycji nawiązał Wincenty. Intensywne starania o kanonizację Stanisława podjął biskup Jan Prandota, a sama kanonizacja została przeprowadzona w 1253. Św. Stanisław stał się symbolem dążeń do jedności narodowej w okresie rozbicia dzielnicowego, zaś twórczość Wincentego z Kielczy przyczyniła się do wykreowania i rozpowszechnienia obrazu biskupa-męczennika.
Data powstania utworu nie jest pewna. Legenda korzysta z materiałów źródłowych, takich jak dwie bulle papieża Innocentego IV z 1253, w tym odnosząca się do kanonizacji św. Stanisława, zatem rok 1253 jest najwcześniejszą możliwą datą. Oprócz kronik Galla Anonima i  Wincentego Kadłubka oraz bulli papieskich autor Legendy korzystał również z Żywota św. Dominika Piotra Ferrandiego, Kroniki polsko-węgierskiej i prawdopodobnie żywotów św. Wojciecha. Tekst Legendy zachował się w wielu rękopisach z XIV i XV wieku. Nie zachowała się przedmowa oraz zakończenie. W późniejszych latach, prawdopodobnie między 1257 a 1261, Wincenty opracował drugą wersję żywota św. Stanisława, nazywaną Vita maior.

## Treść utworu
Legenda składa się z 35 rozdziałów, opisujących życie świętego Stanisława oraz pośmiertny tryumf. Zawiera też nawiązanie do dziejów Polski (rozdz. 19-30), sylwetkę Bolesława Śmiałego oraz opis konfliktu króla i biskupa.

### Sylwetka Stanisława
Sylwetka św. Stanisława wykreowana jest zgodnie z trzynastowiecznym wzorcem idealnego biskupa. W związku z tym biografia zawiera wiele anachronizmów, np. św. Stanisław odbywa studia na zagranicznych uniwersytetach, które w XI w. jeszcze nie istniały, lub nadaje urzędy charakterystyczne dla późniejszych czasów.
Również cnoty świętego ukazane są zgodnie z konwencją z XIII w. Biskup odznaczał się niezwykłymi zaletami, prowadził przykładne życie, zachowywał skromność. Wobec podwładnych był surowy, ale sprawiedliwy i bezstronny. Okazywał miłosierdzie grzesznikom i biednym. Nawoływał do poprawy króla Bolesława, a gdy to nie skutkowało, unikał jego towarzystwa. Daleki był od pożądania cielesnego i żył w czystości. Zabiegał o dobro materialne Kościoła.

### Wskrzeszenie Piotra z Piotrawina
Częścią Legendy jest obszerna opowieść (rozdz. 11-18) o wskrzeszeniu Piotra z Piotrawina. Stanisław zakupił od rycerza Piotra wieś. Po śmierci Piotra jego bracia zażądali zwrotu wsi. Sąd nakazał Stanisławowi dowieść prawa do posiadłości. Świadkowie odmówili poparcia w sądzie, więc Stanisław poprosił o odroczenie rozprawy na trzy dni. Przez ten czas modlił się i pościł. Gdy nadszedł czas rozprawy, kazał rozkopać mogiłę, wskrzesił Piotra, który potwierdził prawo własności, a następnie został przez Stanisława ponownie odprowadzony do grobu.

### Konflikt z Bolesławem Śmiałym
Opis skonfliktowanego z biskupem króla Bolesława Śmiałego stał się pretekstem do przedstawienia dziejów Polski. Pominięty został Mieszko I, zaś jako idealni władcy zostali ukazani Bolesław Chrobry i Kazimierz Odnowiciel. Początkowo również Bolesław Śmiały wykazywał cnoty równe swoim przodkom, jak waleczność i hojność. Przerodziły się one jednak w wady - waleczność graniczyła z dumą osobistą i lekkomyślnością, zaś hojność z rozrzutnością. Bezpośrednią przyczyną konfliktu Bolesława z biskupem Stanisławem stało się według Legendy okrucieństwo króla wobec buntujących się poddanych, których Stanisław wziął w obronę. Przebieg zdarzeń opisany został zgodnie z przekazem Kroniki Wincentego Kadłubka. Sens zdarzeń ujawnił się po śmierci Stanisława. Biskup stracił życie, ale odniósł zwycięstwo moralne. Rozrzucone na polu szczątki Stanisława zrosły się w nadprzyrodzony sposób, zaś król został zmuszony do ucieczki z kraju. Na wygnaniu popadł w szaleństwo i popełnił samobójstwo. Zbrodnia króla stała się przyczyną upadku Polski, zniszczeń kraju i cierpień ludności.